# La nieta del señor Linh
La nieta del Señor Linh es una novela corta del escritor francés Philippe Claudel, publicada en su lengua materna en el año 2005 (bajo el nombre de La Petite Fille de Monsieur Linh) y cuya primera edición impresa en España fue en febrero de 2013. Se trata de una fábula en la que se trata el tema del exilio y la soledad, en pocas palabras, lo que es la lucha por preservar la identidad. Además, posee un estilo depurado, casi minimalista y un lenguaje sencillo. Es una obra en la que se refleja el lado más humano de los personajes, los cuales muestran su alma de una manera clara y precisa. Es un libro de sentimientos en el que se resaltan pérdidas, encuentros, bondades y destrucciones; la vida, en definitiva.
Cabe destacar, que el director belga Guy Cassiers decidió crear en 2018 una obra de teatro basada en la novela en la cual el actor Lluís Homar  interpreta todos los papeles del montaje (el narrador, el señor Linh y el señor Bark). Además, como cambia el reparto en cada ciudad donde representa el espectáculo, el tema va a tener nuevas perspectivas.

## Resumen
El Señor Linh debe abandonar su tierra natal Vietnam. Se marcha únicamente con una maleta en la que apenas llevaba nada y su nieta Sang Diû que había quedado huérfana, después de que sus padres murieran en la guerra.
Cuando llega a su destino tras un largo viaje en barco se encuentra extraño en una ciudad en la que no conoce a nadie, ni la lengua, y además es un lugar con mucha gente; algo a lo que no estaba acostumbrado porque él vivía en una aldea en la que conocía a todo el mundo. Debido a eso, teme salir del pequeño cuarto en el que se estaba alojando porque no quiere perderse ni que le roben a su nieta. Finalmente, cuando se decide a salir se sienta en un banco y se pone a pensar en todo aquello que dejó atrás y en ese instante se sienta un hombre a su lado llamado Bark, el que será su único amigo a pesar de no compartir el mismo idioma. A lo largo de todo el relato vemos cómo el Señor Linh cuida a su nieta y siempre le canta una canción que lo mantiene esperanzado.

## Personajes.[3]
La nieta del señor Linh

### El señor Linh
El señor Linh es un personaje que simboliza la necesidad de no sucumbir a las circunstancias adversas. Muestra mucho coraje y tesón a lo largo de toda la historia.

### El señor Bark
El señor Bark es un personaje que muestra lo importante que es tener a alguien a tu lado cuando te encuentras en un ambiente hostil, desconocido, frío. Es el único que comprende la situación de Linh.

### Sang Diû
Sang Diû  es el lazo de unión entre ambos ancianos . La niña revitaliza sus almas. La cuidan, la miman. Es el futuro, el que ellos ya no van a vivir. La niña, su existencia, cierra el ciclo. La canción que siempre le canta su abuelo cobra pleno significado.